# 東大阪市立西堤小学校
東大阪市立西堤小学校（ひがしおおさかしりつ にしづつみしょうがっこう）は、大阪府東大阪市西堤学園町にある公立小学校。

## 沿革
- 1972年（昭和47年）4月1日 - 開校する。

## 通学区域
- 小阪1丁目5番17～22号、6番、新喜多2丁目5番、6番8～24号、西堤1～2丁目、西堤学園町1～3丁目、西堤楠町1～3丁目、西堤西、西堤本通西1～3丁目、西堤本通東1～3丁目、菱屋西6丁目4番、5番5～22号、8～9番、御厨栄町1丁目1～3番、4番1～16号、22～23号、5～7番、御厨栄町2～4丁目、御厨西ノ町1～2丁目[1]

## 進路状況
ほとんどの児童は東大阪市立新喜多中学校へ進学するが、国私立中学校へ進学する児童もいる。